# Samuel Guthrie
Samuel Guthrie (* 1782 in Brimfield, Hampden County, Massachusetts; † 19. Oktober 1848 in Sackets Harbor, New York) war ein US-amerikanischer Arzt, Chemiker und Erfinder. 1831 fand er, zu gleicher Zeit wie zwei andere Forscher, ein Verfahren zur Herstellung von Chloroform.

## Leben und Wirken
Samuel Guthrie (junior) hatte eine Weile zusammen mit seinem gleichnamigen Vater, der Arzt geworden war, Medizin studiert. Er besuchte anschließend 1810 und 1811 Vorlesungen am College of Physicians and Surgeons in New York City sowie 1815 an der University of Pennsylvania, wo er seinen Abschluss als Mediziner (M.D.) machte. Danach zog er zunächst nach Shenburne (New York) und 1817 nach Sackets Harbor. Als Landwirt, Landarzt und Erfinder beschäftigte er sich in Sackets Harbor, wo er bis zu seinem Lebensende wohnte, unter anderem mit praktischer Chemie. 1830 entwickelte er ein Verfahren zur schnellen Umwandlung von Kartoffelstärke in Zucker.
Guthrie gelang beim Versuch, eine preisgünstige Methode zur Herstellung von Chloräther (chloric ether, 1,2-Dichlorethan) zu entwickeln, 1831 die Herstellung des von ihm zunächst spirituous solution of chloric ether genannten Chloroforms – unabhängig von Justus von Liebig und Eugène Soubeiran. Erstmals benutzt wurde es bei Amputationen in Sackets Harbor.
Von dieser und anderen von ihm gefundene chemische Substanzen berichtete er Benjamin Silliman, Professor an der Yale-Universität, in Briefen, die in Sillimans American Journal of Science and Arts publiziert wurden.
Er erfand auch, rund 18 Jahre nach Egg, ein Anzündhütchen.

## Publikation
- Samuel Guthrie, M.D.: New mode of preparing a spirituous solution of choric ethern. In: American Journal of Science and Arts. Band 21, 1831, S. 64 f.; auch veröffentlicht in: Albert Faulconer, Thomas Edward Keys: Samuel Guthrie. In: Foundations of Anesthesiology. 2 Bände, Charles C Thomas, Springfield (Illinois) 1965, Band 1, S. 444–446.